# Dus
Pour les articles homonymes, voir Dus.
Pour plus de détails, voir Fiche technique et Distribution.
Dus est un film d'action indien réalisé par Anubhav Sinha sorti en 2005 avec dans les rôles principaux Sanjay Dutt, Suniel Shetty et Abhishek Bachchan. Les chansons sont composées par Vishal Dadlani, Shekhar Ravjiani et Ranjit Barot sur des paroles de Panchhi Jalonvi et Mehboob.

## Synopsis
Siddhant Dheer est le chef d'une cellule anti-terroriste qui apprend qu'un attentat particulièrement meurtrier, dont l'organisateur serait un certain Jambwal, est projeté le 10 mai. Informé par Neha, un de ses agents, qu'un complice de Jambwal est incarcéré au Canada, il y envoie son frère afin qu'il l'enlève et l'interroge. Mais au fur et à mesure que l'enquête mouvementée progresse, les suspects se suicident les uns après les autres, les agents doubles se multiplient et les coupables ne sont pas ceux qu'on croit.

## Fiche technique
- Titre : Dus
- Titre original en hindi : दस
- Réalisateur : Anubhav Sinha
- Scénario : Vinay, Yash
- Dialogue : Anubhav Sinha
- Musique : Vishal-Shekhar et Ranjit Barot
- Parolier : Panchhi Jalonvi et Mehboob
- Musique d'accompagnement : Ranjit Barot
- Chorégraphie : Baba Yadav, Bosco Martis, Caesar Gonsalves, Liz Emporium
- Direction artistique : Acropolis
- Photographie : Vijay Arora
- Son : Rajendra Hegde
- Montage : Amarjeet Singh
- Cascades et combats : Allan Amin et Gary Bexly
- Production : Nitin Manmohan et Sohail Maklai
- Langue : hindi
- Pays d'origine :  Inde
- Format : Couleurs
- Genre : Film d'action, Film dramatique
- Durée : 142 minutes
- Dates de sortie :
- Inde : 8 juillet 2005

## Distribution
- Sanjay Dutt : Siddhant Dheer
- Suniel Shetty : Dan (Policier canadien)
- Abhishek Bachchan : Shashank Dheer
- Zayed Khan : Aditya
- Esha Deol : Neha
- Raima Sen : l'épouse de Dan
- Gulshan Grover
- Shilpa Shetty : Aditi
- Pankaj Kapur : Jamwal
- Rajendra Sethi : Altaf
- Ninad Kamat : Roy
- Dia Mirza : participation exceptionnelle

## Musique
La musique d'accompagnement est de Ranjit Barot, également compositeur des chansons avec Vishal Dadlani et Shekhar Ravjiani. Les paroles sont de Panchhi Jalonvi et Mehboob (Zalzala) et les chorégraphies de Baba Yadav, Bosco Martis, Caesar Gonsalves et Liz Emporium.
- Adrenaline Nitrate - Instrumental (5:45)
- Alternate Trance - Cara (2:22)
- Cham Se - Sonu Nigam, Shaan, Babul Supriyo, Sunidhi Chauhan, Sapna Mukherjee (5:17)
- Deedar De - Sunidhi Chauhan, Krishna (4:56)
- Deedar De 2 - Sunidhi Chauhan, Krishna (5:05)
- Dus Bahane - KK, Shaan (3:26)
- Dus Bahane (Remix) - KK, Shaan (4:39)
- Get Into My Car - Cara, Earl (3:53)
- Jaaniya Ve - Hariharan, Mahalakshmi Iyer (6:06)
- Make Some Noise - Ranjit Barot (3:25)
- Samne Aati Ho - Sonu Nigam, Sunidhi Chauhan (4:49)
- Unse Pooche - Udit Narayan, Alka Yagnik (4:50)
- Zalzala - Sukhwinder Singh (4:31)